# Mołdawica

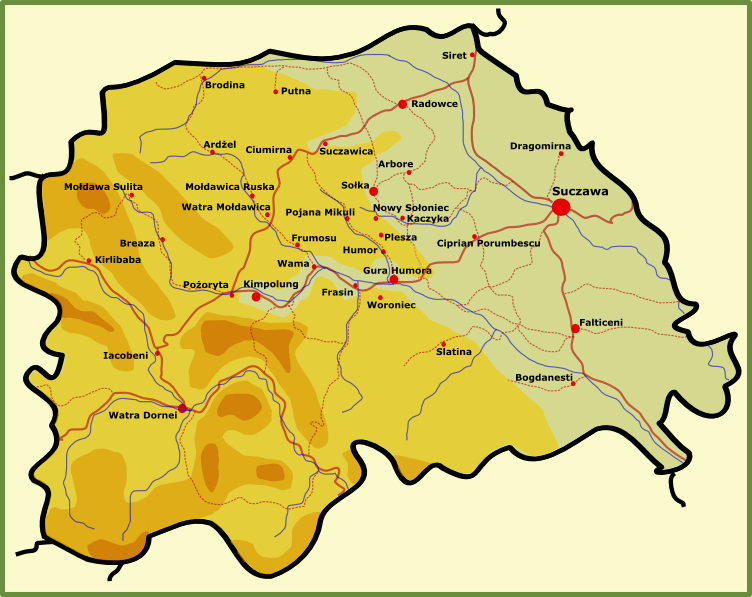
Bukowina południowa

Mołdawica (rum. Moldovița, dawniej pol. Mołdawica Ruska, rum. Rușii Moldovița, niem. Russ Moldawitza) – wieś w Rumunii, w okręgu Suczawa, w gminie Mołdawica. W 2011 roku liczyła 2215 mieszkańców. Jest położona w dolinie Mołdawicy, powyżej Vatra Moldoviței, na południowej Bukowinie (Rumunia).
Mołdawica Ruska, jak zostało to uwieńczone w nazwie, była i nadal w dużym stopniu jest zasiedlona przez Hucułów, przede wszystkim w swej wyższej części. 
Mieszkańcy trudnią się przede wszystkim hodowlą, w mniejszym stopniu zarabiają na wycince drzew. Część ludności żyje z usług. Rumuni i Huculi, zamieszkujący Mołdawicę Ruską, są w większości wyznania prawosławnego. W roku 1880 mieszkały tu 1484 osoby. Styl architektury rumuńskiej jest w dużym stopniu przejmowany przez Rusinów, trudno więc odróżnić przynależność etniczną mieszkańców konkretnych gospodarstw. W centrum wsi znajdują się urzędy, cerkiew prawosławna i greckokatolicka.
Z gór położonych na północ zjeżdża do wsi kolejka wąskotorowa, którą do miejsc wycinki drzew dojeżdżają robotnicy. Ze wsi zjeżdża przez Vatra Moldoviței i Frumosu pociąg do Vamy. Dodatkowo z Argel do Frumosu i Vamy jeździ kilka razy dziennie autobus.